# Chantharath
Ne doit pas être confondu avec Nivanh Chanthara.
Chantharath, (né vers 1797 mort le 1er octobre 1868) sous le nom de prince Anga Sadet Chao Fa Jaya) Nandaraja nommé également  Chantha-Kuman ou Cant'a-kuman de son nom complet: Samdach Brhat Chao Maha Sri Vitha Lan Xang Hom Khao Luang Prabang Parama Sidha Khattiya Suriya Varman Brhat Maha Sri Chao Chandradipati Prabhu Kumara Sundhara Dharmadhata Praditsa Rajadipati Sri Sadhana Kanayudha Udarmapuri Rajadhani Damrungsa Lavaya Bunsabidaya Anuraksha Riyangsakra Sadhidnaya Luang Prabang Dhani fut souverain du royaume de Luang Prabang du 23 septembre 1850 au 1er octobre 1868.

## Roi de Luang Prabang
Cant'a-kuman c'est-à-dire « Fils de la lune » est un fils du roi Manthaturath. Il succède à sa mort à son frère Sukha-Söm ou Suk'a-süm le 23 septembre 1850 et il est couronné dans le palais royal de Luang Prabang avec l'accord du roi de Siam Rama Mongkut en janvier 1851. C'est sous son règne en 1861 que la naturaliste français Henri Mouhot en mission pour le compte du British Museum vient mourir du paludisme sur le Nam-Khan près de Luang Prabang. Premier français à avoir visité le Laos, il décrit l'état de décadence du royaume ravagé par les guerres. À sa mort sans descendance, il a comme successeur son frère Oun Kham.